# Précieux
Précieux là một xã trong tỉnh Loire miền trung nước Pháp.